# Жубана Молдагалієва
Жуба́на Молдагалі́єва (каз. Жұбан Молдағалиев) — село у складі Акжаїцького району Західноказахстанської області Казахстану. Адміністративний центр Курайлисайського сільського округу.
У радянські часи село називалося Курайлисай.
Населення — 857 осіб (2021; 1257 у 2009, 1763 у 1999, 2041 у 1989).